# Wanghu (sockenhuvudort i Kina, Shanxi Sheng, lat 39,80, long 113,96)
Wanghu är en sockenhuvudort i Kina. Den ligger i provinsen Shanxi, i den norra delen av landet, omkring 250 kilometer nordost om provinshuvudstaden Taiyuan. Antalet invånare är 5 911. Befolkningen består av 2 894 kvinnor och 3 017 män. Barn under 15 år utgör 17,0 %, vuxna 15-64 år 73 %, och äldre över 65 år 9,0 %.
Runt Wanghu är det ganska tätbefolkat, med 86 invånare per kvadratkilometer. Närmaste större samhälle är Huanghuatan, 18,6 km sydväst om Wanghu. Trakten runt Wanghu består i huvudsak av gräsmarker.
Genomsnittlig årsnederbörd är 623 millimeter. Den regnigaste månaden är juli, med i genomsnitt 148 mm nederbörd, och den torraste är januari, med 2 mm nederbörd.